# 121001 Liangshanxichang
121001 Liangshanxichang è un asteroide della fascia principale. Scoperto nel 1998, presenta un'orbita caratterizzata da un semiasse maggiore pari a 2,2730994 au e da un'eccentricità di 0,1052993, inclinata di 4,11250° rispetto all'eclittica.